# Nesiostrymon endela
Nesiostrymon endela is een vlinder uit de familie van de Lycaenidae. De wetenschappelijke naam van de soort werd als Thecla endela in 1874 gepubliceerd door William Chapman Hewitson.

## Synoniemen
- Thecla muatta Hewitson, 1877
- Thecla nora Jones, 1912
- Nesiostrymon milleri Johnson, 1991